# 嘉瀬川
嘉瀬川（かせがわ）は、佐賀県中東部を流れる嘉瀬川水系の本流で、一級河川である。
毎年11月に河川敷で佐賀インターナショナルバルーンフェスタが行われることで有名である。また上流には北山ダムや嘉瀬川ダム、川上峡があり、周辺は観光地になっている。

## 概要
脊振山地の佐賀県神埼市脊振町服巻付近、脊振山の西方が源流。佐賀平野に入るまでは川上川とも称され日本百景の一つに選ばれている。上流部には北山ダムがある。平野部に入ってからは一部天井川となり、佐賀市の西端をなしつつ有明海北端に注ぐ。
嘉瀬川の流域面積の内訳は、水を集める山地部と水を利用する平野部が約半分ずつであり、山地部の割合が低い。この傾向は筑紫平野の河川の多くにみられ、古くから広大な穀倉地帯である筑紫平野（佐賀平野）の水利用の難点となっていた。江戸時代に「治水の神様」と呼ばれた成富（兵庫）茂安が行った水利は嘉瀬川だけでは六角川・筑後川を含めて平野全域で水を配分した。また1960年（昭和35年）に大和町（現・佐賀市大和町）に設けられた川上頭首工と幹線水路によりさらに改良され、現在に繋がる。
山地部の支流には神水川（しおいがわ）、天河河（あまごがわ）、名尾川がある。平野部の支流には小城市を流れる祇園川があるほか、成富兵庫茂安が洪水防止のため整備した石井樋（いしいび）を経て、平安・鎌倉時代には本流だったと考えられる多布施川が分流し佐賀市街を流れる。

### 語源
古くは「佐嘉川」と呼ばれた。『肥前国風土記』によれば、この川の上流に荒ぶる神がおり、通行人の半分を殺した。当時、土地の支配者、県主の大荒田が、まだ朝廷に服従してなかった土蜘蛛の「大山田女」と「狭山田女」の二人の女性に占わせた。そこで二人は、下田の土で馬と人を造り、荒ぶる神を祀ったら静まった。そこで二人の女性は崇められ感謝されて「賢女」（さかしめ）と呼ばれ、「佐賀」の地名の由来となったと言われる。また、「坂」が多いので「さか」が「さが」となり「佐嘉」となったという説を唱える歴史学者などもいる。
寛永年間に成富兵庫茂安の石井樋造成により、石井樋より上流を川上川、下流を嘉瀬川とよび、初めて佐嘉川が嘉瀬川となり現在の流路に定着したと言われている。「川上川」の名前は扇状地の頂部に位置する、『肥前国風土記』に記載される川上の石神「世田姫海神」を祀る與止日女神社（河上神社）の名前に関連があると思われる。「嘉瀬川」は過去下流部左岸にあった佐賀郡嘉瀬郷（現佐賀市嘉瀬町など）の郷名に関連があると思われる。

## 流域の詳細

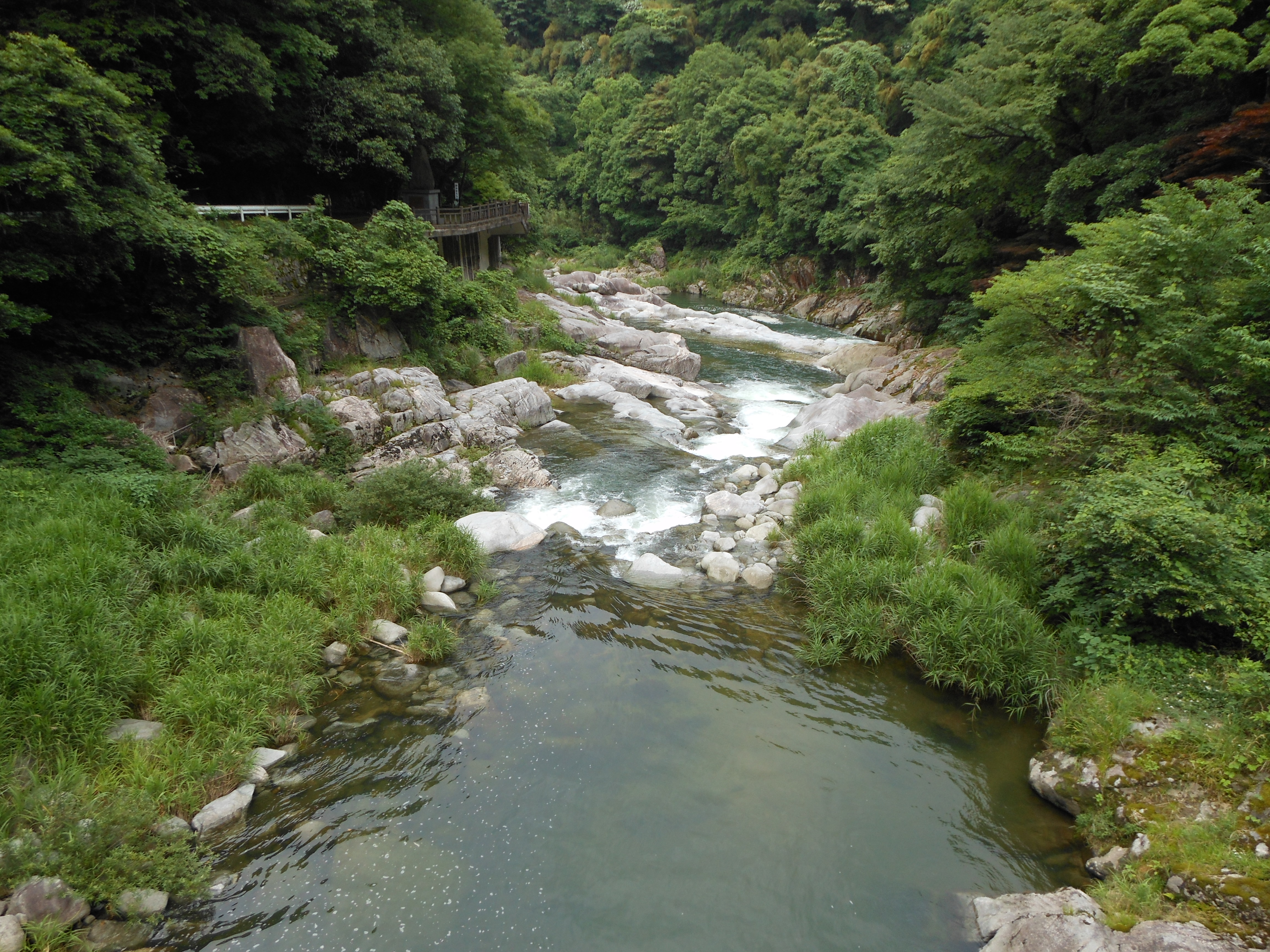
上流部、雄渕・雌渕の渓流

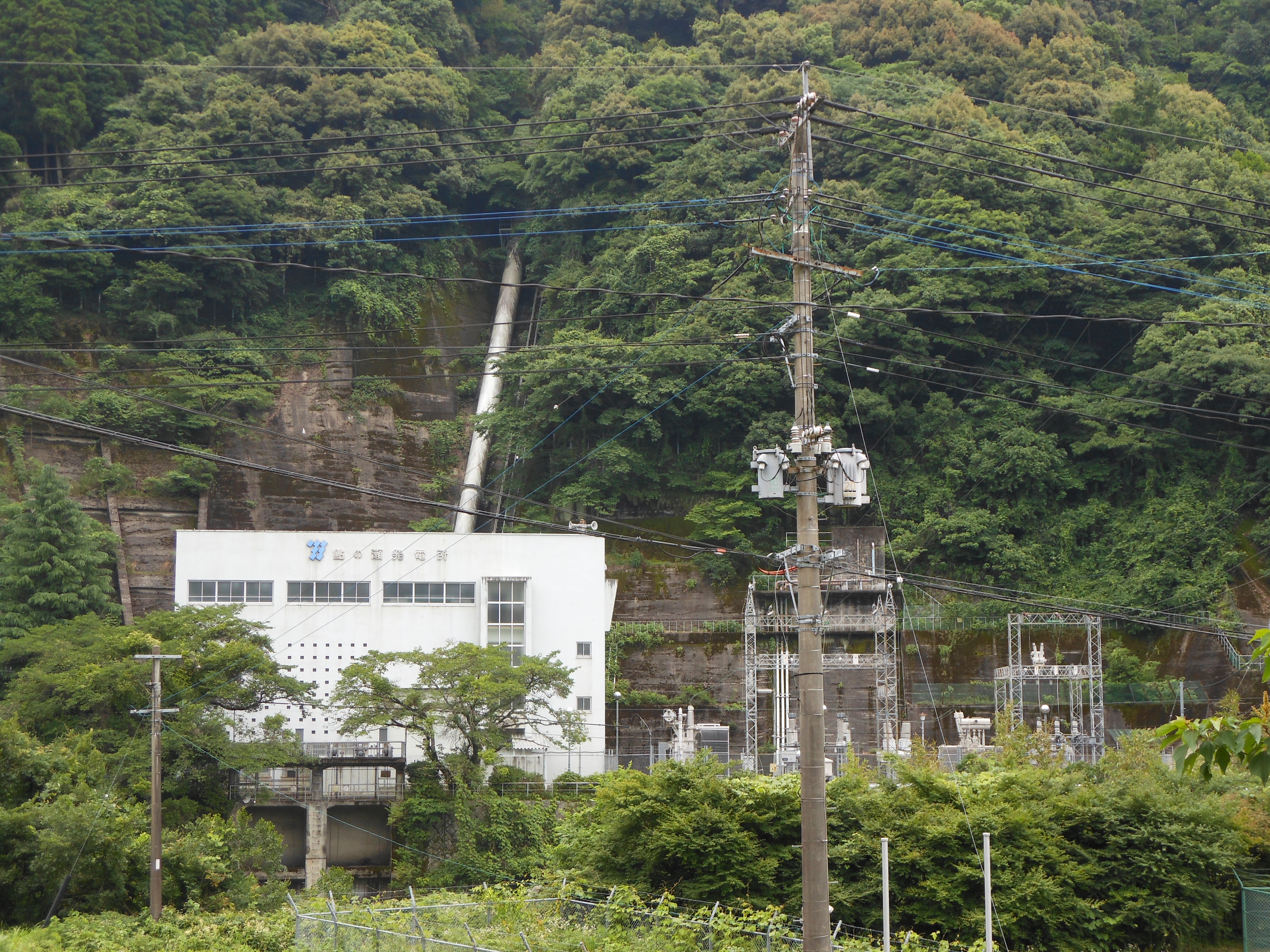
鮎の瀬発電所

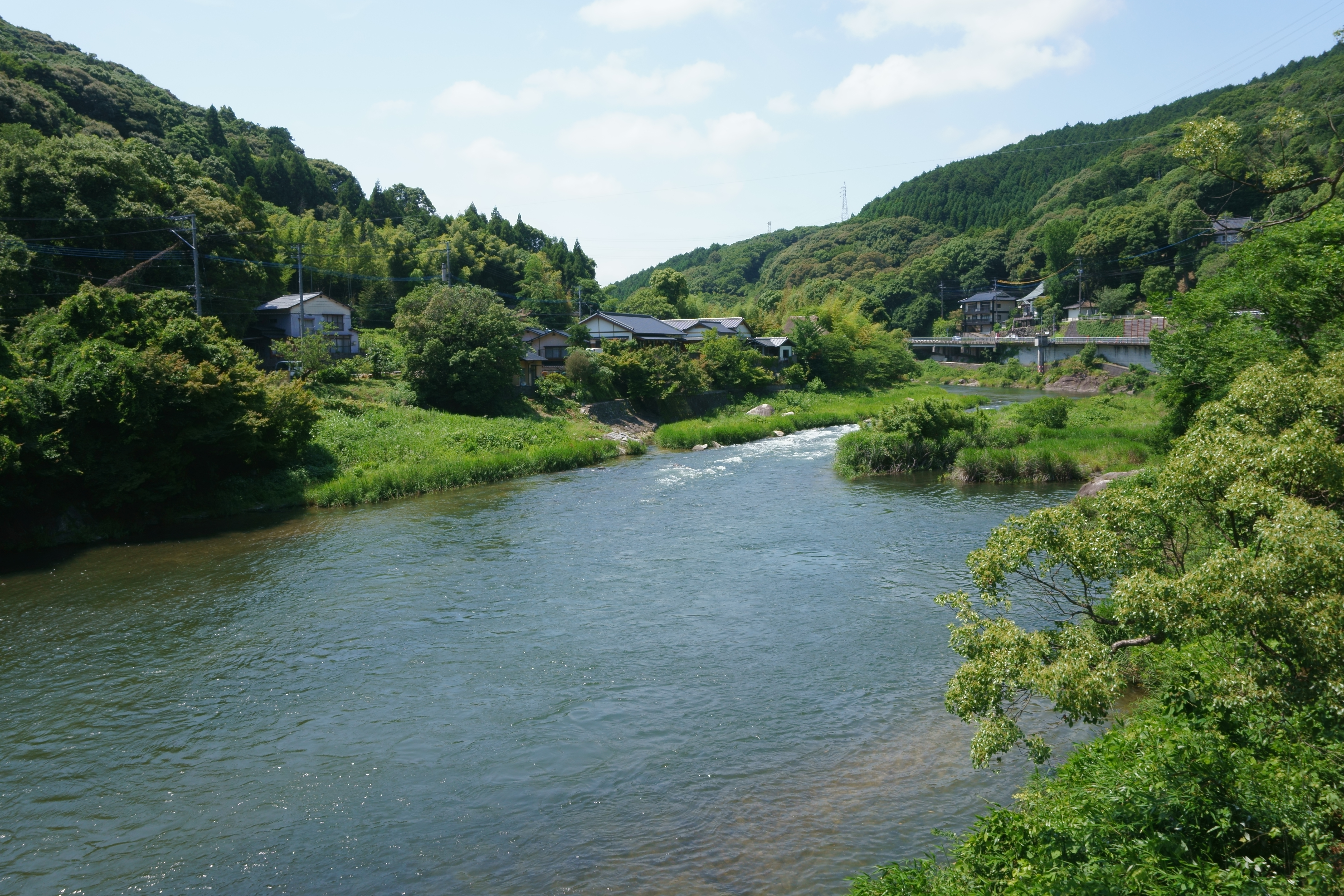
川上峡

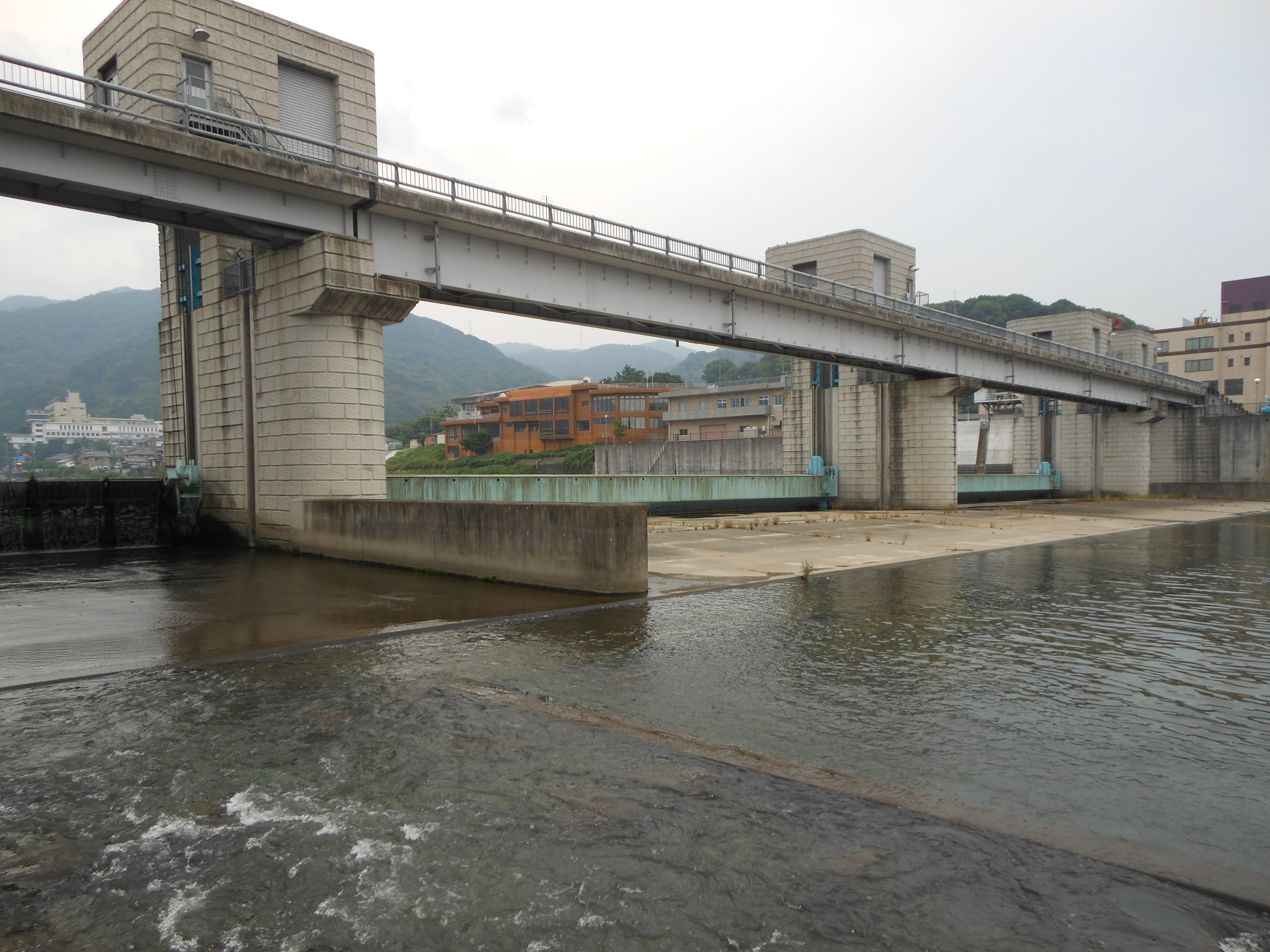
川上頭首工

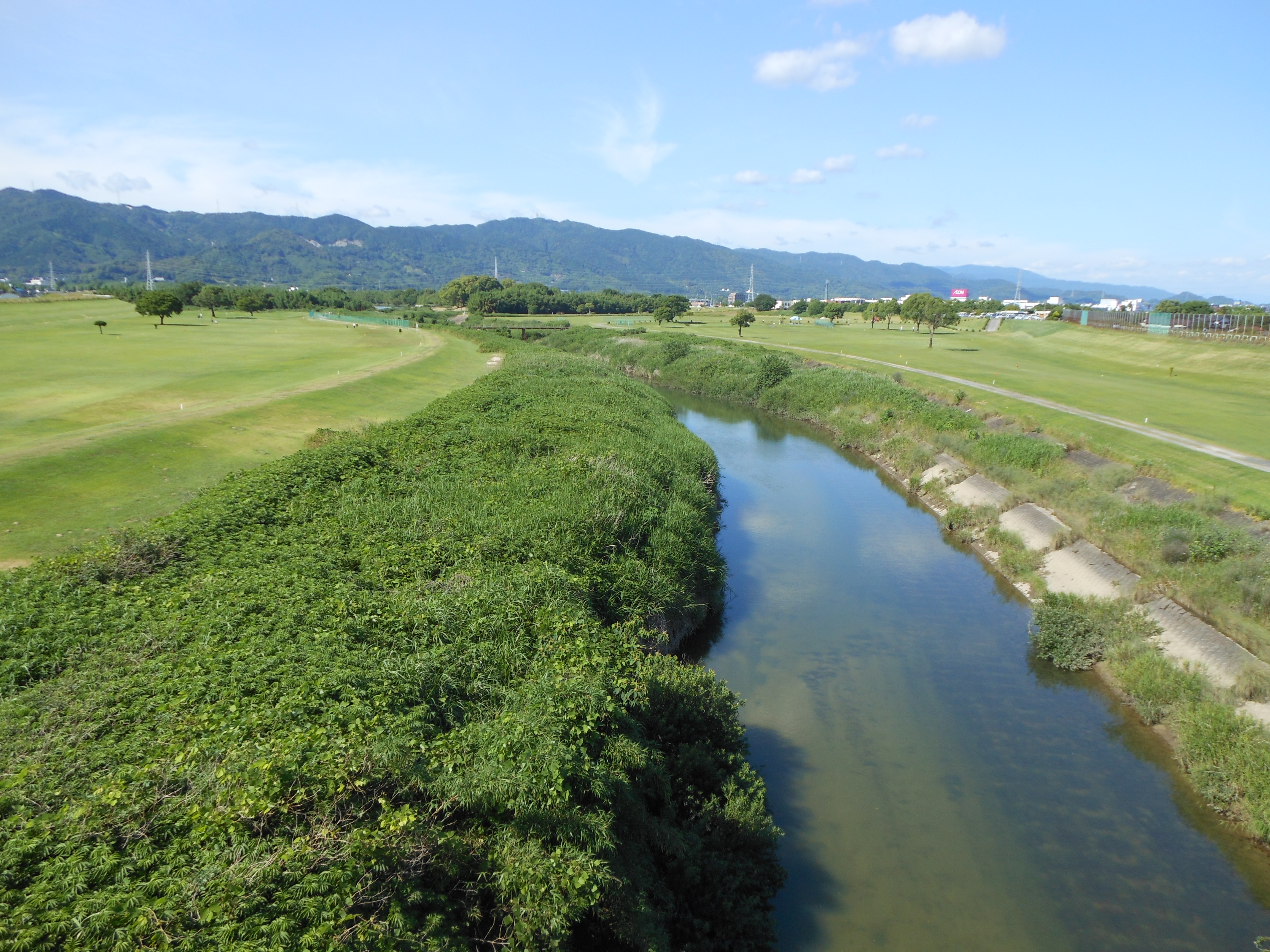
中流部の嘉瀬川と河川敷のゴルフ場

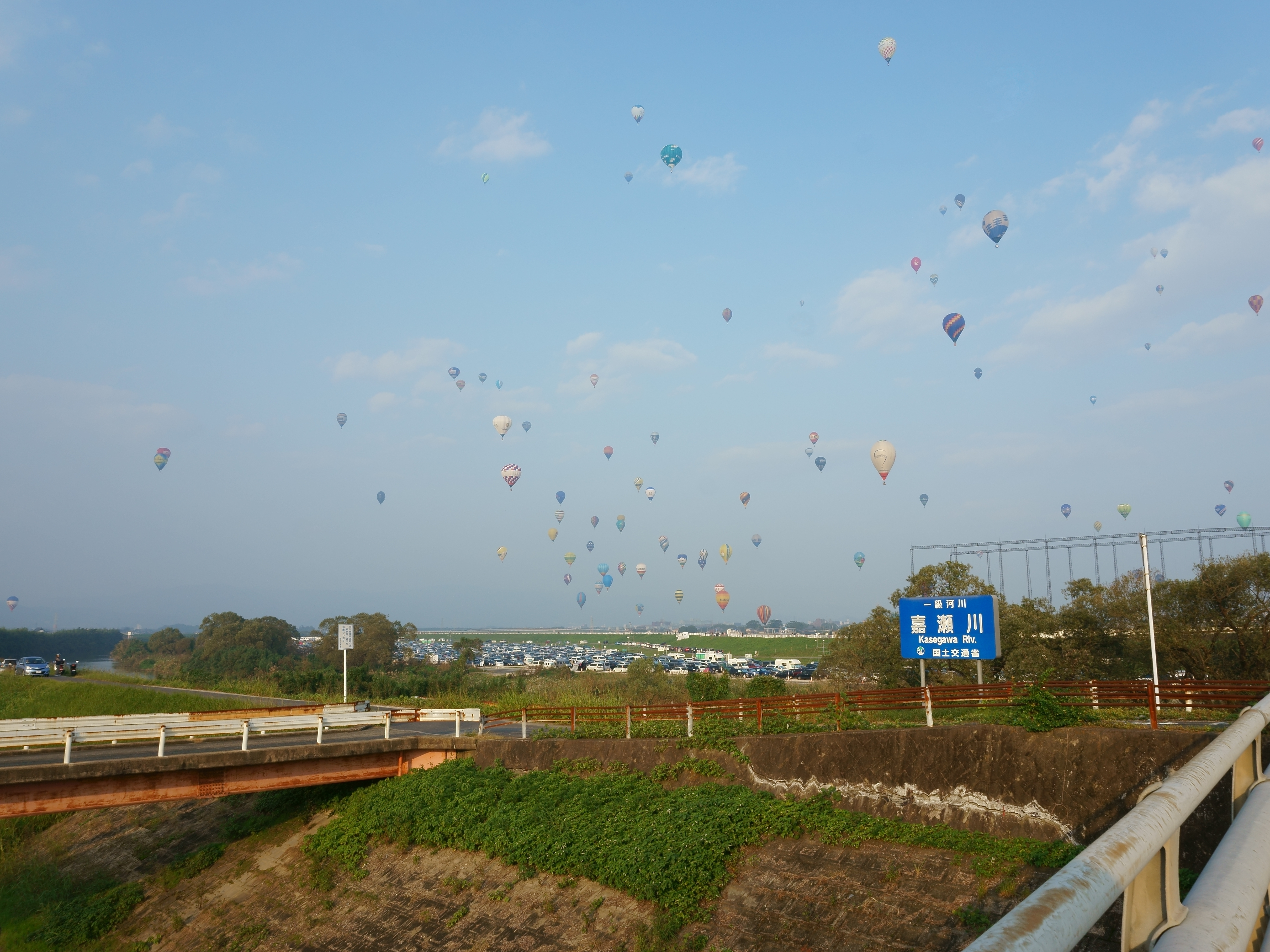
嘉瀬川の堤防と競技飛行中の熱気球

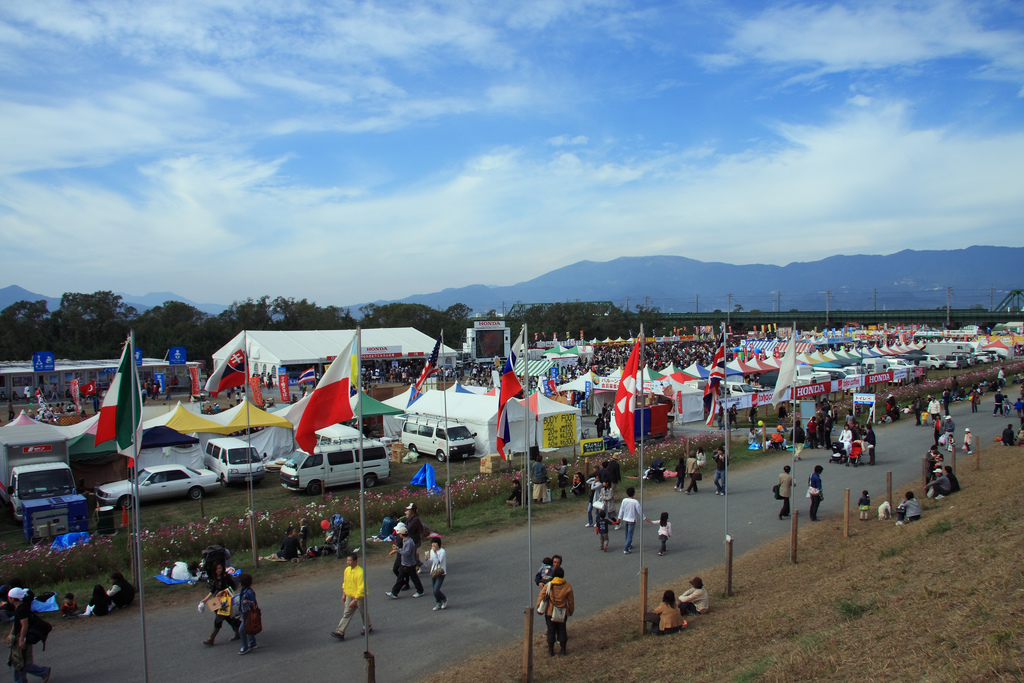
バルーンフェスタのイベント会場となる河川敷

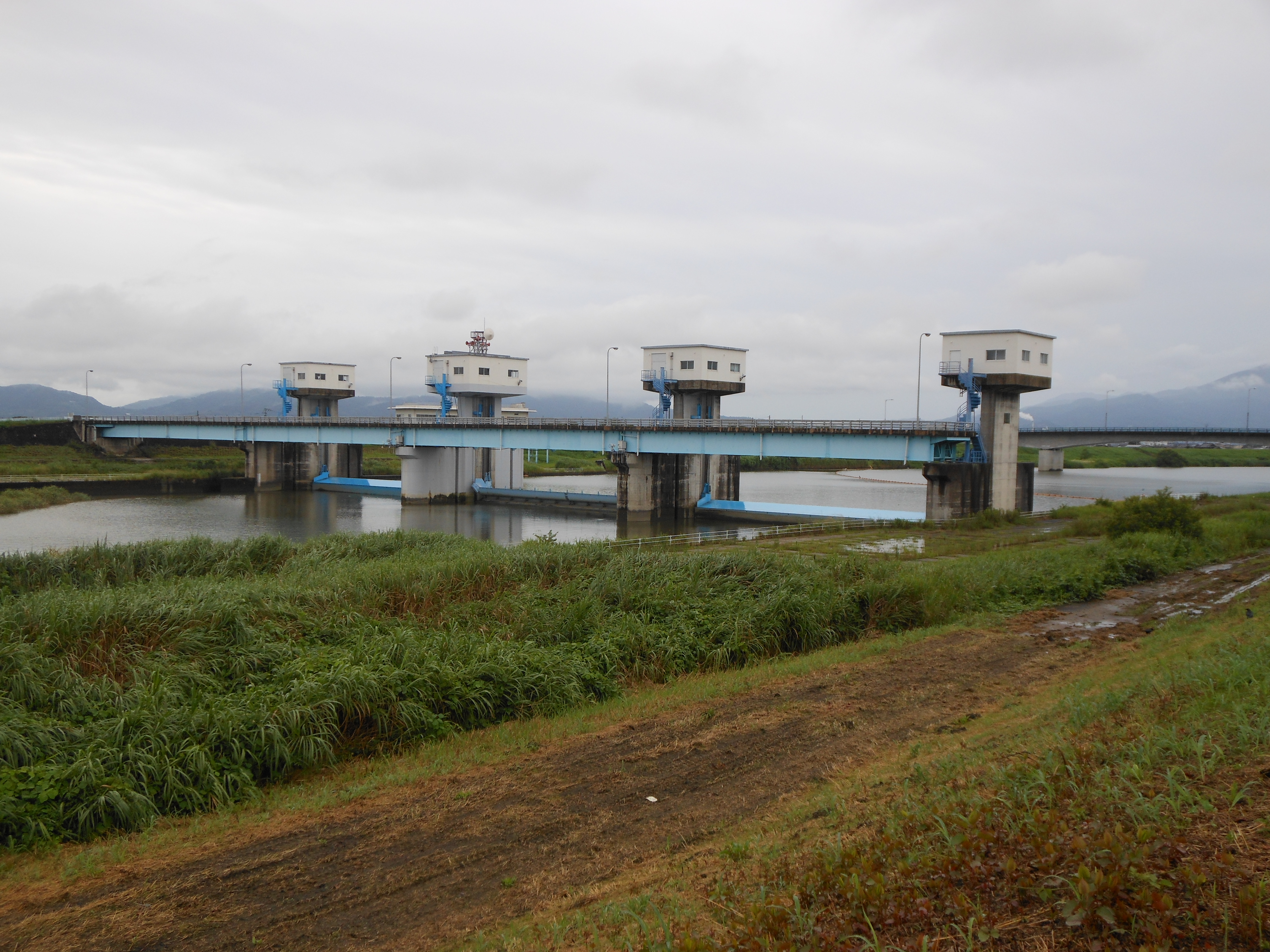
嘉瀬川大堰

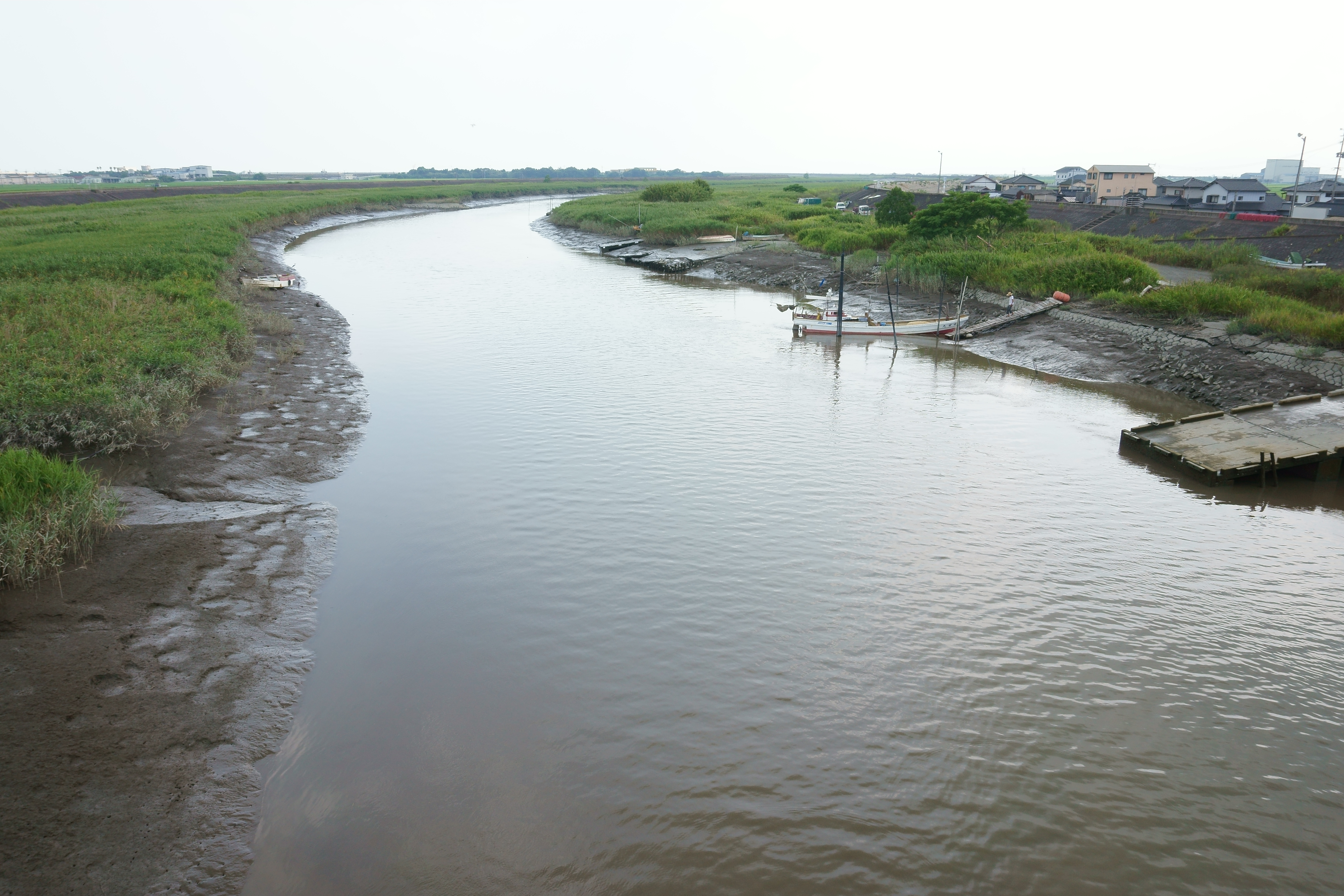
下流域では浮泥が堆積し、川岸に干潟とヨシ原が広がる。国道444号嘉瀬大橋の下流。

源流から平野部に流れ出る官人橋（かんじんばし）までを上流、官人橋から嘉瀬川大堰までを中流、感潮域である嘉瀬川大堰から河口までを下流として解説する。

### 上流山地部
山地部には、脊振北山県立自然公園、川上金立県立自然公園、天山県立自然公園の3つの県立自然公園がある。特に、北山ダムの周辺、古湯温泉から隈の川温泉にかけての渓流地域、川上峡の3地区は開発に許可を要する特別地域に指定され、自然保護の重点地域となっている。山地部の川床勾配は50分の1から100分の1と険しく、また大部分が中生代の風化花崗岩で覆われており浸食が激しい。河道は曲がりくねったところが多く、川辺は砂利の多い河原、瀬や淵、奇岩などとなっている。
北山ダムは1956年に竣工した総貯水量2,225万m3の大型ダムで、湖畔には樹木が生い茂り小さな滝や瀬が多い。キャンプ場や国民宿舎があるほか、ハイキング、サイクリング、釣り等が行われるアウトドアスポットであり、佐賀市からも福岡市からも車で30分程度と近いことから、佐賀県では「21世紀県民の森」として整備を行っている。
嘉瀬川ダムは2012年に竣工した総貯水量7,100万m3の佐賀県最大のダムで、新たな観光スポットとしての開発が始まっている。
嘉瀬川ダムの下流には渓流のそばに古湯温泉、またさらに下流には熊の川温泉があり、古くからの温泉地として知られている。富士町を流れる川上川とその景観は、水の郷百選に選ばれている。
佐賀平野に流れ出る手前の地域は川上峡と呼ばれ、九州の嵐山にも例えられる景観に優れた峡谷で日本百景に選ばれ、太古より観光地となっていた歴史がある。官人橋付近では毎年4月から5月にかけて鯉のぼりの吹き流しが行われる。また、8月には花火大会や灯篭流しも行われる。
上流部にはアユ、ヤマメ、タカハヤ、カジカガエル、カワガラス、ヤマセミなどの渓流の生物が生息している。

### 中流平野部
中流部の地質は堆積土砂からなる沖積層であり、平野部に出てからしばらくの区間は周囲よりも川床の方が標高が高い天井川となっている。そのため古くは洪水が頻繁に起こっている。名護屋橋の北東には尼寺林という名の竹の水防林（水害防備林）があり、内側の遊水地は畑に利用され、南方には成富兵庫茂安が設けた日本最古の取水施設とされる石井樋の象の鼻や天狗の鼻などの治水利水施設が設置され、荒篭で水の流れをゆるやかにし土砂を沈ませ清流だけを多布施川に取り入れ、土砂が振るい落とされながら徐々に溢れて佐賀城下町や与賀、川副や鍋島方面へ用水を引き入れる仕組みになっている。これにより洪水被害も治まり、田畑に必要な水量も確保でき、農作物の収穫も安定した。周辺の田畑は洪水でも荒れることなくむしろ客土が増えて豊かになることから、村人は「洪水を喜んだ」とされるほどであった。
中流域は遊水機能を期待した広い高水敷などが築かれた。モウソウチク、メダケ、ヤナギからなる河畔林が豊富で、動植物の生息域にもなっている。また、ゴルフ場があるほか、佐賀市街に近い河畔として市民の憩いの場となっている。
長崎本線の橋から国道207号の嘉瀬橋までの約8kmの区間の河川敷では、毎年11月に熱気球の競技飛行大会と併設イベントからなる佐賀インターナショナルバルーンフェスタが開催され、100万人近い人出で賑わう。
バルーン会場となる嘉瀬川荻野地区は海岸だった頃は千本松と呼ばれ、有明海の潮風による塩害防止のため松の木が植えられ松林は川上まで連なっていた。後に、成富兵庫茂安の指示で松林は伐採され、代わりに竹林が堤防に造成された。今は、堤防の竹林は嘉瀬川改修工事のため消滅した。現在は竹林は川上方面に残るのみ。

### 下流平野部
下流部の地質は有明海に特徴的な粘土質の沖積層（有明粘土層）であり、感潮域であるこの区間では満潮と同時に泥が繰り返し押し寄せ、河道にはガタ土と呼ばれる泥が堆積している。河畔は広大なヨシ原となっており、干潟と併せて動植物の生息域となっている。
佐賀市久保田町の嘉瀬川左岸には、嘉瀬川の河道改修と併せて佐賀県立森林公園が整備され、さがみどりの森球場（佐賀県立森林公園野球場）、さがみどりの森スクエア（ドーム型屋外運動施設）なども備える。河川敷では、8月に精霊流しが行われ、嘉瀬津に鑑真が上陸したという伝承にちなむ「鑑真和上遣唐使船レース」も夏に開催される。以前は、毎年恒例の花火大会も開催されていたが、現在は佐賀城跡周辺に場所変更されている。

### 支流・分流

#### 祇園川
小城市小城町の城下町を流れる祇園川は街の景観を形作る要素となっており、小城は「水の町」とも呼ばれる。なお、祇園川の支流である清水川は名水百選に選ばれており、清水の滝は観光名所となっている。

## 流路の変遷
今の嘉瀬川は平野部ではやや西寄りの南方向に流路をとるが、古くは東寄りで次第に西に移ってきたと考えられる。古代律令制の頃は今の巨勢川から佐賀江のあたりを流れていたと推定される。鎌倉時代の頃は今の多布施川から八田江と推定され、これは八田江に近い大応寺に北条時頼の廻国伝説が伝わっていることや八田江の東にある米納津が河副荘の主港であったことから示唆される。次いで戦国時代の頃は多布施川から本庄江と推定され、付近には少弐政資の居館与賀城やその鬼門の鎮守として保護された与賀神社があり、また小津（佐賀市本庄町）の入り江が賑わっていたと記録されている（『水江事略』）。近世初期には佐賀城下町の建設に伴って、成富兵庫により石井樋（分水堰）建設と多布施川の整備、嘉瀬川の西への付け替えが行われ、現在の流路となった。流路が西に移ってきたのは、この地域最大の河川である筑後川の堆積作用が東に行くほど大きかったからと考えられる。

## 流域
流域自治体は佐賀県神埼市、佐賀市、小城市の3市。流域面積は368km2で、山地が46%、宅地が16%、水田が38%。流域の人口は約13万人。

## 支流
- 高瀬川 - 佐賀市三瀬村
- 山中川 - 佐賀市三瀬村、佐賀市富士町
- 古場川 - 佐賀市富士町
- 神水川（しおいがわ） - 佐賀市富士町
  - 上無津呂川
    - 川頭川

  - 麻那古川
  - 浦川
  - 大串川
  - 栗並川
- 貝野川 - 佐賀市富士町
- 天河川（あまごがわ） - 佐賀市富士町
- 小副川川 - 佐賀市富士町
- 名尾川 - 神埼市脊振、佐賀市大和町
  - 田中川
  - 柚ノ木川
- 山留川 - 佐賀市富士町
- （川上頭首工）
  - 佐賀導水 西佐賀導水路
  - 市の江幹線水路、多布施幹線水路
  - 西芦刈水路
- 西平川 - 小城市三日月町
- 祇園川 - 小城市小城町、小城市三日月町
  - 清水川

## 分流
- 多布施川 - 佐賀市
- 八田江 - 多布施川から継流、佐賀市
- 本庄江 - 佐賀市

## 生息する主な生物
- 環境省レッドデータブックに掲載されている生物のうち、植物9種、鳥類15種、両生類1種、哺乳類1種、陸上昆虫1種、魚類7種、底生生物6種の生息が確認されている。主な種は以下の通り。また、流域の大部分が「カササギ生息地」として国の天然記念物に指定されている。

| - 植物 - ヒメコウホネ - ヤマホオズキ - ウラギク - 底生生物 - シオマネキ - キイロヤマトンボ - コオイムシ | - 鳥類 - クロツラヘラサギ - ツクシガモ - トモエガモ - オオタカ - ハヤブサ - ホウロクシギ - セイタカシギ - ズグロカモメ - カササギ | - 魚類 - スナヤツメ - カゼトゲタナゴ - スジシマドジョウ小型種点小型 - アリアケシラウオ - メダカ - ヤマノカミ |

## 交通

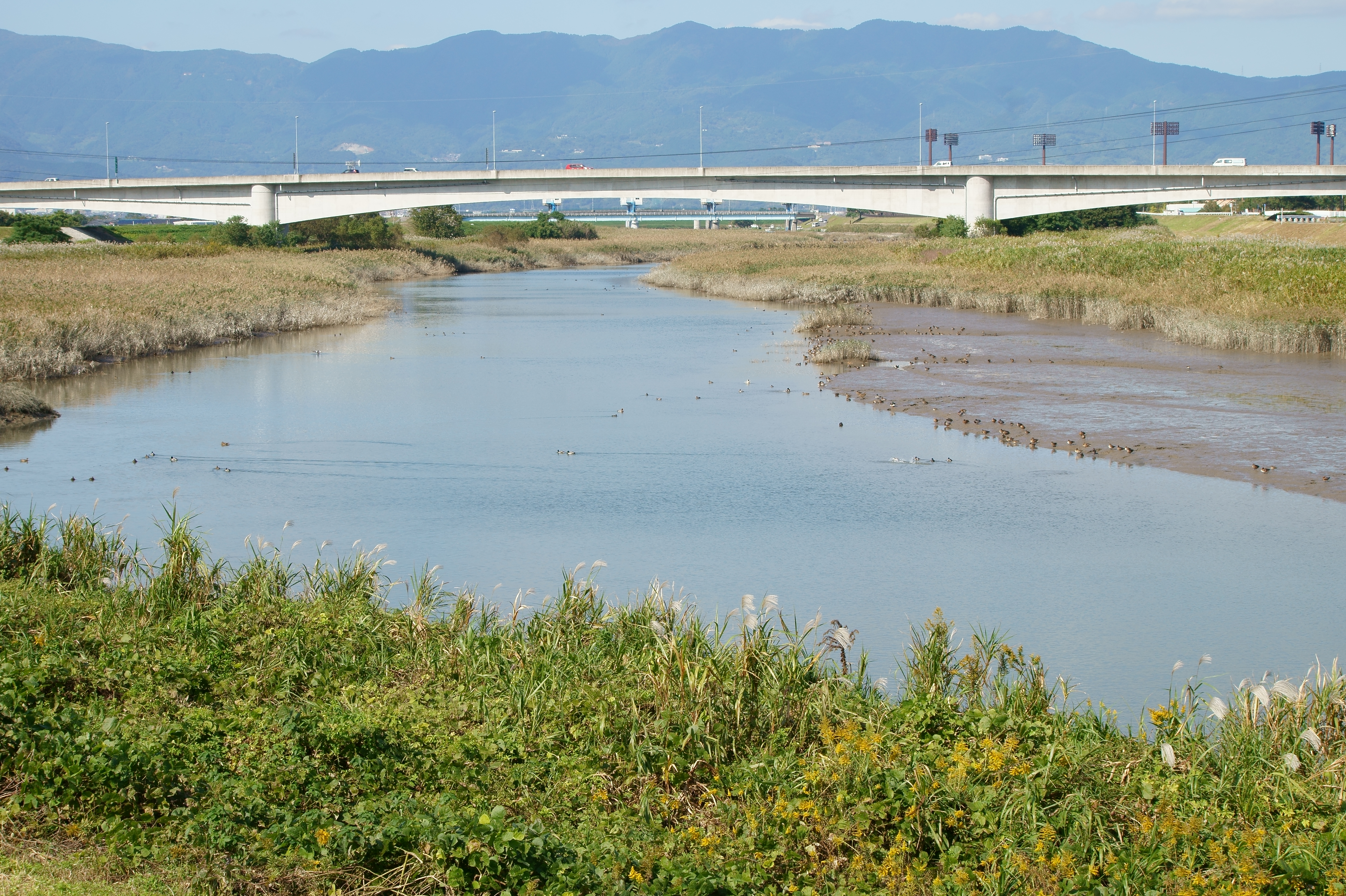
カモの群れと有明海沿岸道路の有明嘉瀬川大橋

### 横断する交通

#### 道路
- 長崎自動車道
- 有明海沿岸道路
- 国道34号
- 国道207号
- 国道444号
- 県道48号
- 県道248号

#### 鉄道
- 長崎本線
- 唐津線

### 並行する交通

#### 道路
- 国道263号
- 国道323号